# Tipula pertenuis
Tipula pertenuis är en tvåvingeart som beskrevs av Alexander 1938. Tipula pertenuis ingår i släktet Tipula och familjen storharkrankar. Inga underarter finns listade i Catalogue of Life.